# Frédéric de Saxe-Altenbourg
Pour les articles homonymes, voir Frédéric de Saxe-Altenbourg (1801-1870).
Frédéric de Saxe-Altenbourg (né le 12 février 1599 à Torgau – tué lors d'un combat le 24 octobre 1625 à Seelze) est un membre de la branche ernestine de la maison de Wettin et un duc de Saxe-Altenburg et un duc titulaire des duchés unis de Juliers-Clèves-Berg. Frédéric est parfois nommé  Frédéric le Jeune afin de le distinguer de son contemporain et homonyme le duc Frédéric de Saxe-Weimar († 1622) car ils sont tous deux nommés « Frédéric de Saxe-Weimar ».

## Biographie
Frédéric est le troisième fils du duc Frédéric-Guillaume Ier de Saxe-Weimar issu de son second mariage avec Anne-Marie de Palatinat-Neubourg, fille de Philippe Louis de Neubourg.

## Duc de Saxe
Après la mort de son père, Frédéric hérite du duché de Saxe-Altenbourg conjointement avec ses frères 
Jean-Philippe, Jean-Guillaume et Frédéric-Guillaume II. Initialement la régence des jeunes princes est exercée par l'Électeur de Saxe Christian II de Saxe et leur oncle Jean II de Saxe-Weimar. Après la mort de Jean II en 1605, l'Électeur demeure seul régent.
Après la Guerre de succession de Juliers, les frères sont investis des duchés unis de Juliers-Clèves-Berg. Toutefois comme ils sont encore mineurs ils 
ne reçoivent que le titre et le droit de porter les armoiries. À partir de 1612, les frères complètent leur éducation à l'Université de Leipzig. Frédéric et Jean-Philippe participe au congrès de Naumburg en 1614 quand est conclue une alliance entre les puissances protestantes : le Brandebourg, la Hesse et la Saxe.
En 1618, le frère aîné Jean-Philippe de Saxe-Altenbourg atteint sa majorité et commence à régner de façon indépendante. Les jeunes frères acceptent qu'il gouverne seul en contrepartie d'une compensation financière.  Au début l'accord n'est conclu que pour un nombre  d'années limité. Toutefois en 1624, l'arrangement est déclaré permanent.

## Chef de guerre
Frédéric entre au service de Électeur Jean-Georges Ier et combat pendant la Guerre de Trente Ans en Lusace et en Bohême. À partir de 1622, il conduit son propre corps de troupes, cependant il doit le dissoudre faute de pouvoir assurer leur solde. Frédéric entre alors au service du duc Christian le Jeune de Brunswick-Wolfenbüttel. Lors de la bataille de Stadtlohn en 1623, Frédéric et Guillaume de Saxe-Weimar sont capturés par Jean t'Serclaes, comte de Tilly, qui remet les ducs à l'Empereur. Frédéric reste emprisonné pendant un certain temps. En 1624, Jean-Georges Ier intervient pour qu'il soit relâché. En 1625 Frédéric devient commandant de cavalerie au service du royaume de Danemark. Avec son régiment il forme une avant garde danoise à Seelze. Ils sont attaqués par Tilly et il meurt pendant le combat d'une blessure à la tête. Le corps de Frédéric est d'abord inhumé au Hanovre et plus tard transféré à l'église des Frères d'Altenbourg. Il meurt célibataire et sans héritier.